# Ytterhogdal
Ytterhogdal ist ein Ort (Tätort) in der Gemeinde Härjedalen der Provinz Jämtlands län. Ytterhogdals socken gehörte zur historischen Provinz Hälsingland und stellt zusammen mit dem südlich gelegenen Ängersjö socken (beide bilden heute Distrikte) den einzigen Teil Hälsinglands dar, der nicht zu Gävleborgs län gehört.
Die Europastraße 45 führt ebenso wie Inlandsbahn durch den Ort, der zwischen Sveg und Svenstavik liegt. Die Einwohnerentwicklung ist stark rückläufig, noch 1980 wohnten in Ytterhogdal über 1000 Einwohner, inzwischen sank die Zahl auf etwas mehr als die Hälfte.

## Galerie

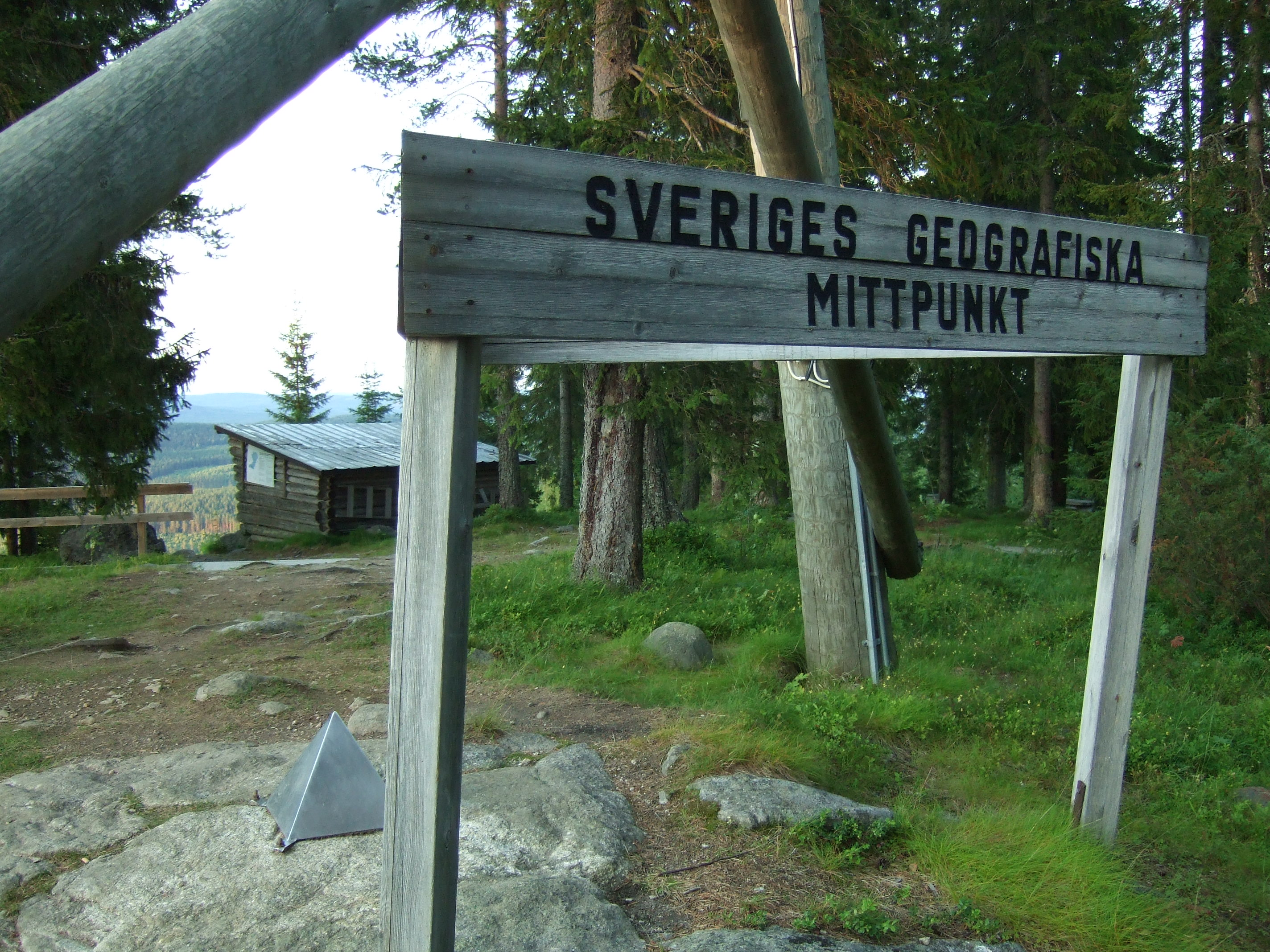
Schwedens Mittelpunkt
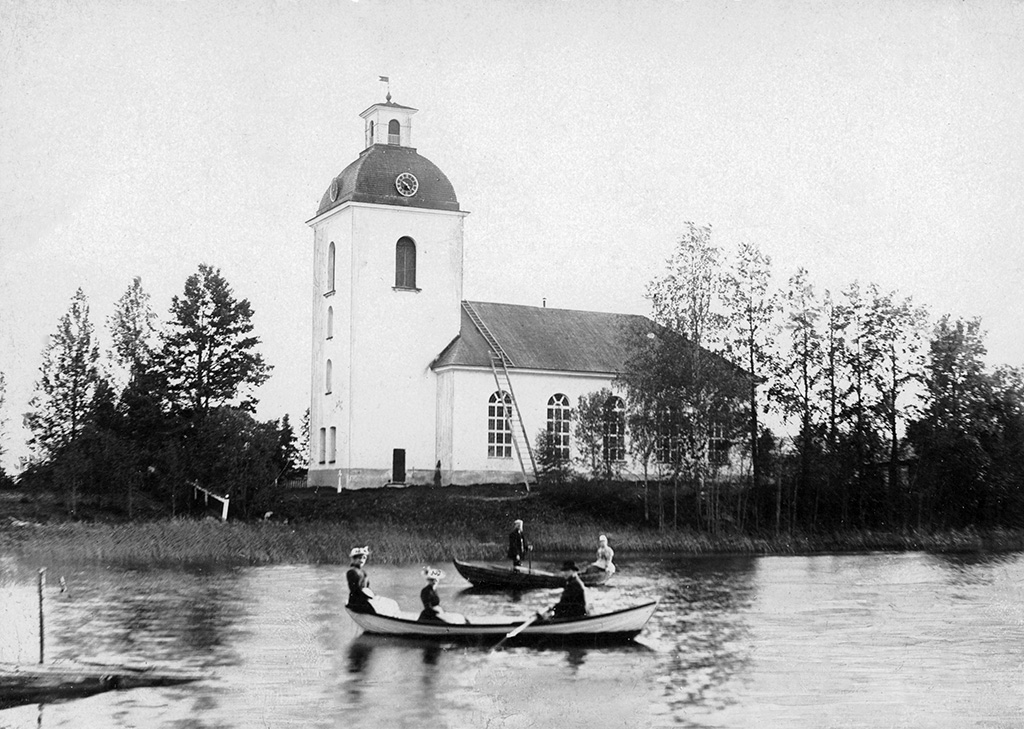
Kirche
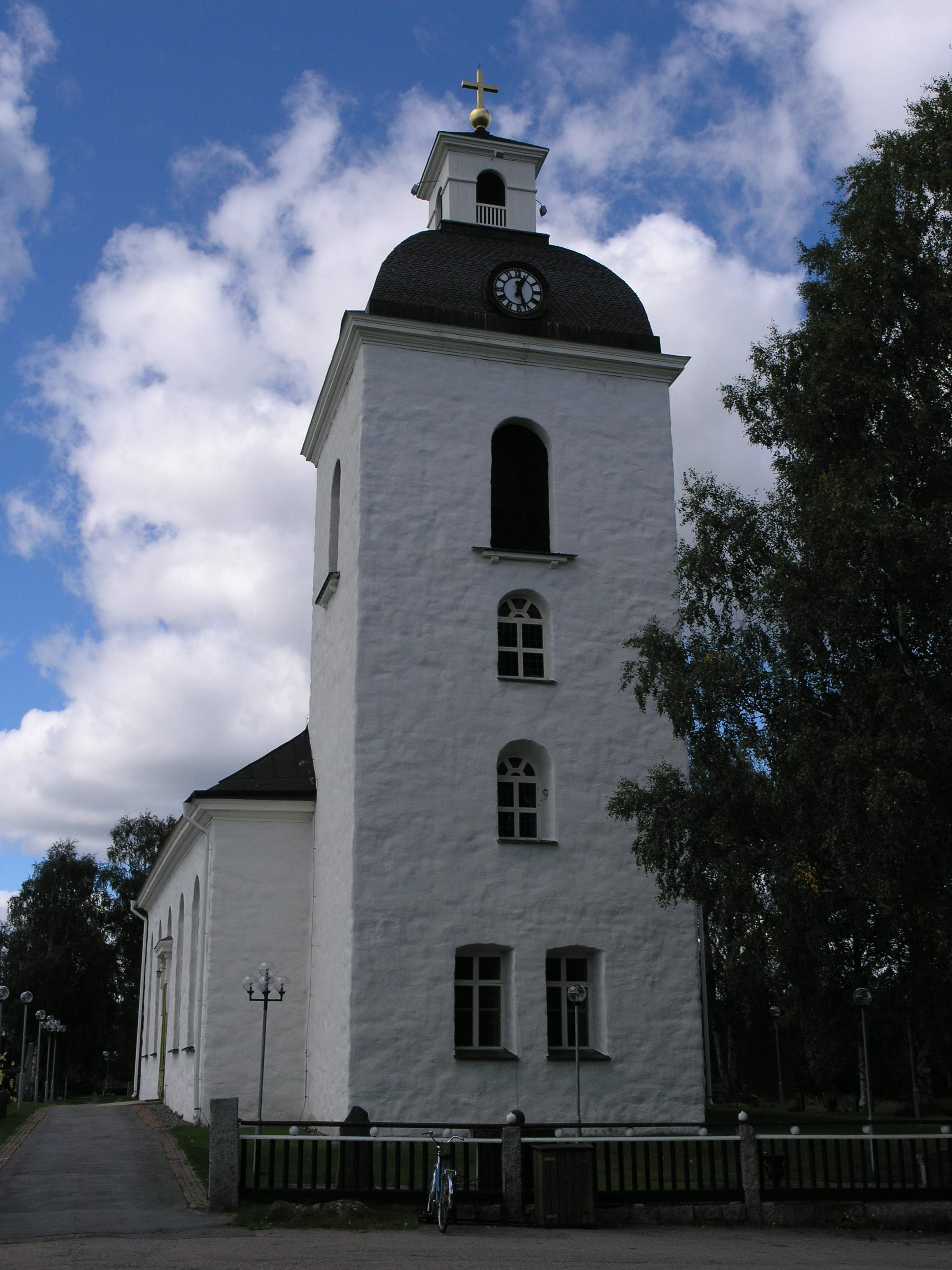
Nahaufnahme